# Leo Beenhakker
Leo Beenhakker (pronunție în neerlandeză [ˈle.joʊ̯ ˈbeɪ̯n.ˌɦɑ.kər], n. 2 august 1942, Rotterdam, Țările de Jos – d. 10 aprilie 2025) a fost un fotbalist și antrenor neerlandez de fotbal.
A avut o lungă și prolifică carieră de antrenor, atât la nivel de club, cât și la nivel de echipe naționale.

## Palmares
Ajax
- Eredivisie (2): 1979–80, 1989–90

Real Madrid
- La Liga (3): 1986–87, 1987–88, 1988–89

- Copa del Rey (1): 1988–89

- Supercopa de España (2): 1988, 1989*

(* A câștigat Copa del Rey și La Liga)
Feyenoord
- Eredivisie (1): 1998–99

- Johan Cruijff-schaal (1): 1999